# Gustav Nilsson
Jan Gustav Ingvar Nilsson, född 30 mars 1949 i Jämjö församling i Blekinge län, är en svensk politiker (moderat). Han var landstingsråd i Blekinge läns landsting 1992–2009 och ordinarie riksdagsledamot 2009–2014, invald för Blekinge läns valkrets.

## Biografi
Nilsson är (2012) ordförande för Moderaterna i Blekinge län.

### Riksdagsledamot
Nilsson kandiderade i riksdagsvalet 2006 och blev ersättare. Han utsågs till ny ordinarie riksdagsledamot från och med 16 augusti 2009 sedan Jeppe Johnsson avsagt sig uppdraget.
I riksdagen var Nilsson ledamot i arbetsmarknadsutskottet 2010–2014. Han var även suppleant i skatteutskottet, socialförsäkringsutskottet och socialutskottet.